# José Antonio Hernández Pérez
José Antonio Hernández Pérez  más conocido como Tony Hernández (Fuenlabrada, España, 19 de febrero de 1981) es un entrenador de fútbol español. Famoso por ser uno de los máximos defensores del "Cholismo" y la conquista de la Supercopa de Ruanda 2019.

## Trayectoria

### Inicios
Comenzó en la dirección técnica con diferentes clubes de Fútbol Base de Madrid, para dar el salto al fútbol semiprofesional en  la categoría Juvenil de División Nacional de España con Illescas FC. como preparador físico, a mediados de 2019 llega al Mukura Victory Sports de Ruanda como entrenador asistente pero debido a la mala pretemporada que había realizando el club, al mes de su llegada el club decide ascender a DT a Tony que llevaría al club a ascender de la última plaza en la liga a ser líder durante gran parte del campeonato, y ganar la Supercopa de Ruanda, obteniendo su primer título de fútbol profesional .
En marzo de 2019 y tras suspenderse la Premier League de Ruanda, Tony decide dar un salto de calidad y dar el salto al otro lado del charco y en agosto de 2020 el Real de Minas de la 1.ª División  de Honduras anuncia con bastante expectación la llegada de Tony Hernández, el técnico español exportador del cholismo por el continente Africano. 
Tony es considerado una de las  grandes promesas dentro del mundo de los DT, por la juventud, carisma, metodología innovadora y pasión que derrocha dentro y fuera del campo, siendo un DT muy mediático y pasional que conecta mucho con los medios y con los aficionados, y por los grandes desarrollos que se producen en sus proyectos deportivos.

### MUKURA VS  (1.ª División Ruanda)
El día 10 de septiembre de 2019, Tony Hernández comenzaría a dirigir en propiedad al Mukura Victory Sports, con apenas tres meses en el cargo se consagrará campeón de la Supercopa de Ruanda.
Su particular estilo y metodología lo llevaron a que varios equipos de reconocimiento mundial se fijarán en él, como lo fue el América de Cali y Millonarios de Bogotá en Colombia,  y Mamelodi Sundowns de Sudáfrica
 además de la Selección de fútbol de Ruanda, aunque sin mayor trascendencia.

### REAL DE MINAS (1.ª División  Honduras)
A través de un Facebook Live fue confirmado como nuevo entrenador del club día 25 de agosto de 2020, el joven entrenador se haría cargo del recién ascendido equipo Real de Minas de la primera división de Honduras, hasta que finalmente unos meses después lo tendría que abandonar después de haber hecho un muy buen comienzo de  temporada debido a problemas financieros y burocráticos del club, que finalmente lo llevarían a perder la plaza en primera división administrativamente y desaparecer finalmente como club.

### MUKURA VS (1.ª División Ruanda)
El 4 de febrero de 2022, regresa al Mukura Victory Sports de la Primera División de Ruanda, para ayudarles a salir de la grave crisis deportiva que estaban sufriendo , asumiendo el cargo en la posición 14 de la clasificación, y en media temporada finalizando en la tercera posición global habiendo ganado entremedias a los más grandes equipos del país, en esta breve vuelta al equipo de sus orígenes, Tony Hernández sería propuesto por la propia Federación de Futbol de Ruanda (FERWAFA) en el listado de entrenadores elegidos como favoritos a asumir el cargo de seleccionador nacional junto a grandes nombres de entrenadores como Sebastián Migne, Alain Giroud, o el exjugador de la Juventus Sunday Oliseh.

### PENYA DE ANDORRA (1.ª División Andorra )
El entrenador llegaría en julio de 2022 al equipo de la 1.ª División de Andorra en Europa, con el firme objetivo de conseguir la calificación para el equipo recién Ascendido para la Champions League, para lo cual se realizó un gran trabajo en la confección de una plantilla competitiva y una gran pretemporada, tras la cual abandonaría el club en octubre de 2022 con rumbo a Costa Rica .

### SANTOS DE GUÁPILES (1.ª División Costa Rica)
El 20 de octubre de 2022, es presentado con el Santos de Guápiles de la Primera División de Costa Rica .Tras dejar atrás todas las experiencias en distintas ligas y equipos con un resultado satisfactorio, Tony Hernández decide apostar por dirigir en la potente liga de Costa Rica, siendo considerada como una de las mejores de la CONCACAF junto a la Mexicana y la MLS Americana, para ello va a llegar a tomar el control del Santos de Guápiles, un equipo con un historial importante habiendo quedado finalistas de la CONCACAF League años atrás , y habiendo jugado la Champions League de la Concacaf este mismo año 2022.
El 10 de diciembre de 2022, Tony sale del conjunto costarricense, después de haber realizado toda la pretemporada y disputado la copa de Costa Rica ,el director técnico sería cesado  por cambio del grupo gestor del club, los cuales deciden prescindir del cuerpo técnico y de los jugadores aportados por el antiguo grupo administrador Mexicano, tras haber dejado una buena imagen  la copa de Costa Rica llegando a cuartos de Final y Cayendo contra Saprissa el actual campeón de Costa Rica por un 3-0 en San José y empatando 1-1 en casa.

## Clubes

### FÚTBOL PROFESIONAL
| Club                                            | País   | Año         |
| ----------------------------------------------- | ------ | ----------- |
| Escuela de Fútbol Sergio Pachón y Antonio López | España | 2017 - 2019 |

| Club                  | País       | Año         |
| --------------------- | ---------- | ----------- |
| Mukura Victory Sports | Ruanda     | 2019 - 2020 |
| Real de Minas         | Honduras   | 2020        |
| Mukura Victory Sports | Ruanda     | 2021 - 2022 |
| FC Penya de Andorra   | Andorra    | 2022        |
| Santos de Guápiles    | Costa Rica | 2022        |

## Estadísticas como entrenador
| Equipo                | País              | Desde                  | Hasta                   | Partidos | Partidos | Partidos | Partidos |
| PJ                    | PG                | PE                     | PP                      |          |          |          |          |
| --------------------- | ----------------- | ---------------------- | ----------------------- | -------- | -------- | -------- | -------- |
| Mukura Victory Sports | Ruanda            | 10 de agosto de 2019   | 10 de agosto de 2020    | 28       | 17       | 4        | 7        |
| Real de Minas         | Honduras          | 25 de agosto de 2020   | 30 de noviembre de 2020 | 0        | 0        | 0        | 0        |
| Mukura Victory Sports | Ruanda            | 4 de noviembre de 2021 | 30 de junio de 2022     | 30       | 12       | 11       | 7        |
| FC Penya de Andorra   | Andorra           | 1 de junio de 2022     | 10 de octubre de 2022   | 4        | 2        | 1        | 1        |
| Santos de Guápiles    | Costa Rica        | 20 de octubre de 2022  | 10 de diciembre de 2022 | 6        | 2        | 2        | 2        |
| Consolidado Total     | Consolidado Total | Consolidado Total      | Consolidado Total       | 68       | 33       | 18       | 17       |

## Palmarés
- Supercopa de Ruanda 2019